# Parco nazionale Semenic - Cheile Carașului
Il parco nazionale Semenic - Cheile Carașului (in romeno Parcul naţional Semenic - Cheile Carașului) è un'area naturale protetta che si trova nella Romania centrale. Istituito nel 2000.